# Manfred Haufe
Manfred Haufe  (* 29. August 1930 in Burkau; † 28. Dezember 2021 in Stendal) war ein deutscher Kommunalpolitiker.

## Werdegang
Er studierte 1950 bis 1955 Veterinärmedizin an der Universität Leipzig. 1955 promovierte er. Haufe wirkte von 1964 bis 1982 als Kreistierarzt im Kreis Stendal. Anschließend war er bis 1990 staatlicher Tierarzt.
1964 war er in die Ost-CDU eingetreten. 1990 wurde er der erste frei gewählte Bürgermeister der Stadt Stendal nach der Wende. 1992 trat er von diesem Amt auf Druck seiner Partei, der CDU, zurück. Danach war er Mitglied des Kreistages des späteren Landkreises Stendal.
2021 verstarb er in seiner Heimatstadt.

## Werke
- Die Kokzidiose des Sumpfbibers: Ein Versuch ihrer Behandlung mit Sulfaguanidin unter gleichzeitiger Berücksichtigung der Differentialdiagnose, Leipzig 1955, DNB 480612501